# 17. století
17. století je podle Gregoriánského kalendáře perioda mezi 1. lednem 1601 a 31. prosincem 1700. Jedná se o sedmé století druhého tisíciletí.
Počítá se za součást raného novověku. V evropském prostoru je charakterizováno renesanční kulturou, utvářením základů moderní filozofie a vědy a gradujícími střety politických a náboženských uskupení.

## Shrnutí

### Politické dějiny

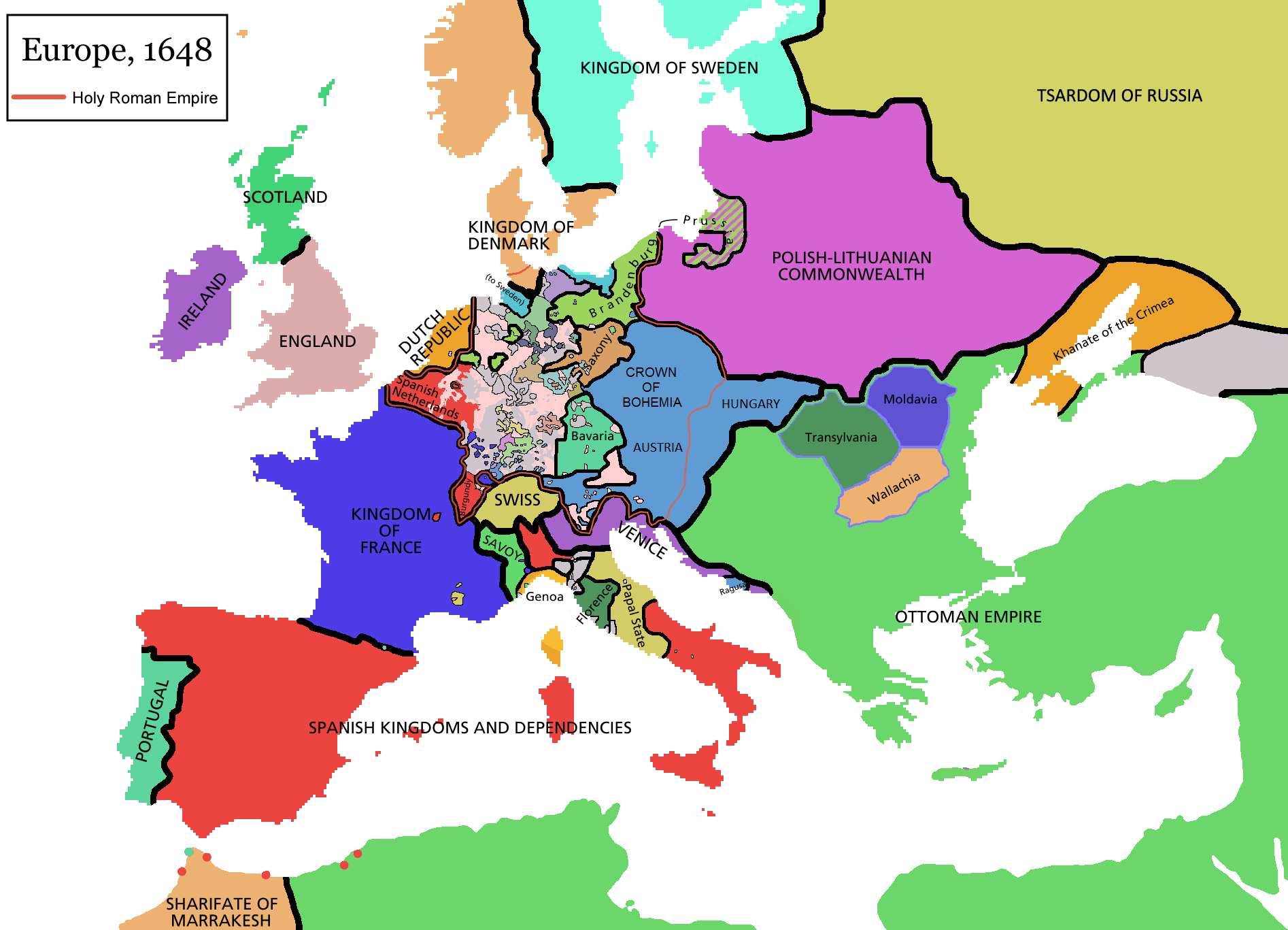
Evropa v roce 1648 po přijetí vestfálského míru

Po celé století trvaly války mezi evropskými křesťany (reprezentovanými zejména Habsburky a Benátkami) a Osmanskou říši, která v tomto období nejprve dosáhla svého největšího rozmachu, aby se v poslední čtvrtině století začala propadat do stagnace a její expanze v evropském prostoru byla zastavena.
Dalšími rozsáhlými válečnými konflikty byla střetnutí mezi velmocemi a náboženské války, obojí se navíc neoddělitelně prolínalo. Nejvýznamnějšími z těchto konfliktů byly třicetiletá válka (původně nábožensko-politický konflikt uvnitř Svaté říše římské a Habsburského impéria, který se rozrostl v celoevropskou válku velmocí), anglo-nizozemské války (střet dvou námořních velmocí o jejich místo na slunci a pravidla námořního obchodu) a války Velké aliance (střet Francie usilující o vůdčí postavení v Evropě s konkurenčními velmocemi, zejména Habsburky a námořními velmocemi), značný význam měla mít v budoucnu Anglická občanská válka.
Evropské velmoci navzdory vyčerpávajícím konfliktům ve vlastním evropském prostoru nalezly dost sil pro rozsáhlou kolonizaci zejména amerického území. V rámci rozličných válek navíc docházelo k přerozdělování koloniálních území, obecně lze mluvit o vzestupu Nizozemska a Anglie na úkor zejména Španělska a Portugalska.
V jiných oblastech byl významný vzestup mogulské říše, nástup období Edo v Japonsku (1603) a invaze mandžuských vojsk do Číny, který vyústil v nahrazení v Číně do té doby vládnoucí dynastie Ming dynastií Čching.

## Významné události

### 1601 až 1610

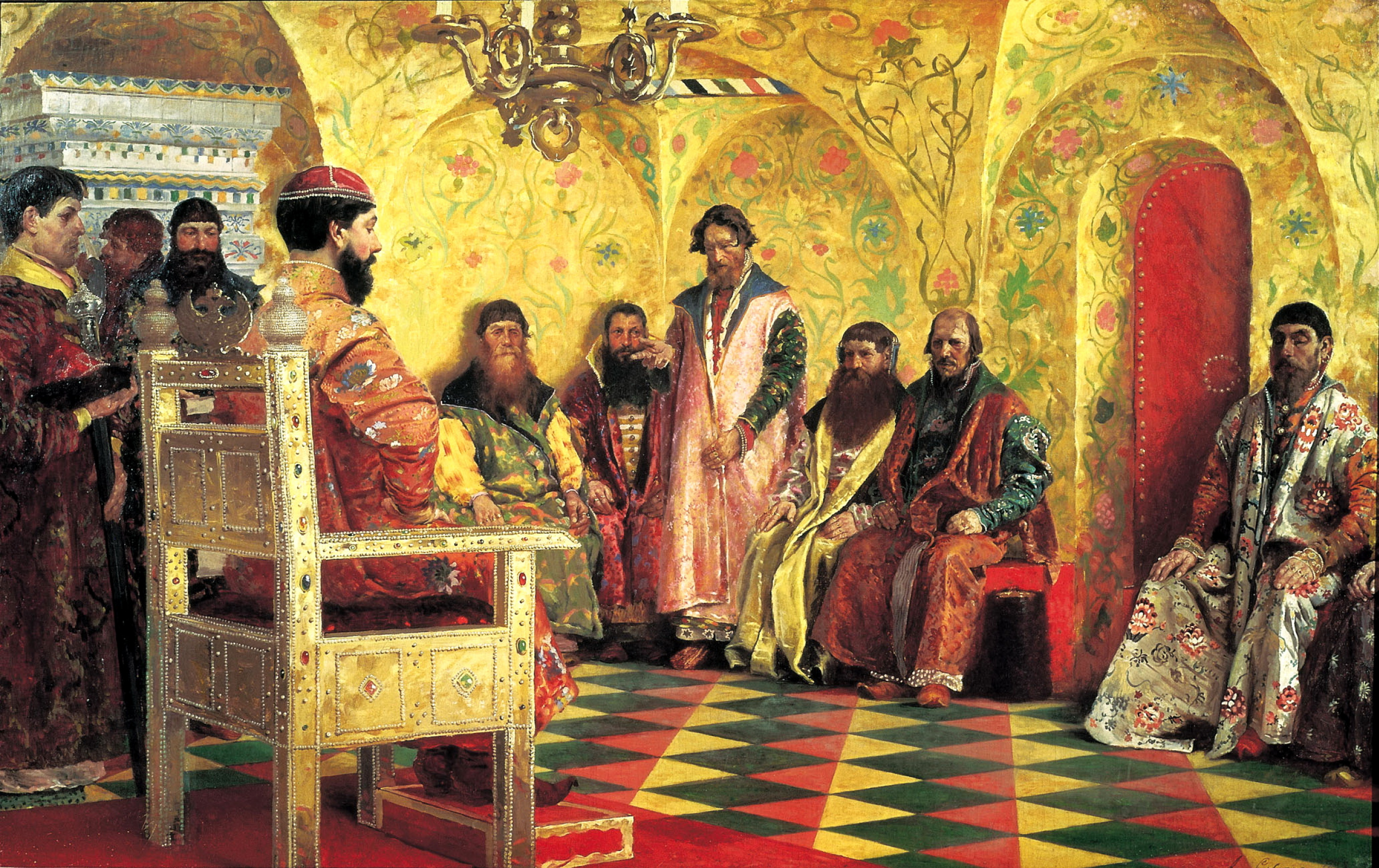
Car Michail Fjodorovič na shromáždění bojarské dumy

- 1602 založena Nizozemská Východoindická společnost
- 1603 zemřela anglická královna Alžběta I. Jejím nástupcem se stal Jakub I. Stuart
- 1603 Iejasu Tokugawa ustanovil Šógunát Tokugawa
- 1605 v Anglii selhalo Spiknutí střelného prachu
- 11. listopadu 1606 Žitvatorocký mír ukončil Dlouhou tureckou válku mezi Osmanskou říší a Habsburskou monarchií
- 1609 bavorský kurfiřt Maxmilián I. Bavorský založil Katolickou ligu

### 1610 až 1620

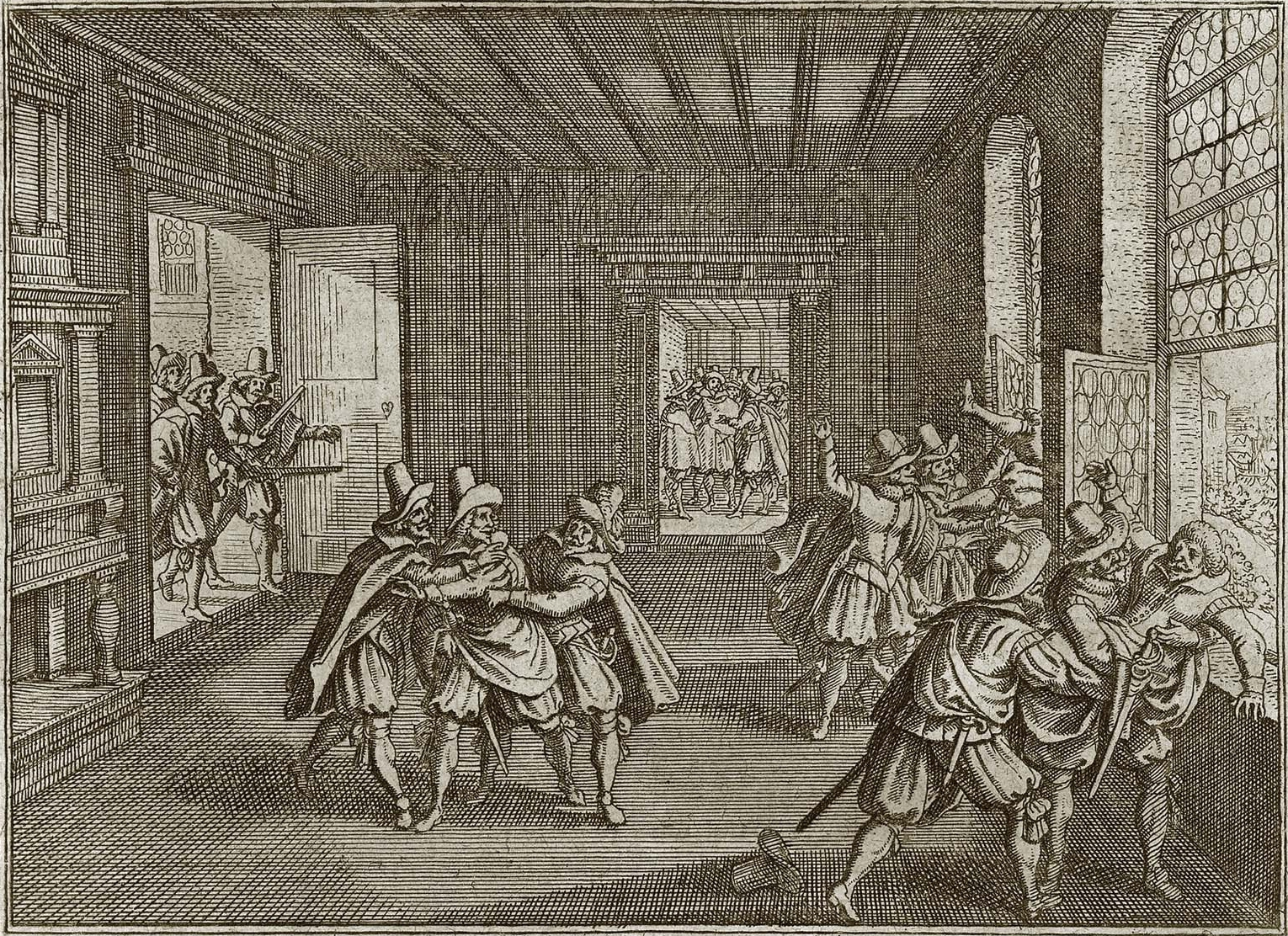
Pražská defenestrace

- 24. března 1613 nastoupil na ruský trůn car Michail Fjodorovič, první panovník z dynastie Romanovců
- 23. května 1618 Pražská defenestrace zahájila České stavovské povstání. To přerostlo v celoevropský konflikt Třicetiletou válku 1618–1648

### 1620 až 1630
- 8. listopadu 1620 čeští stavové byli poraženi císařským vojskem v bitvě na Bílé hoře
- 1620 Otcové poutníci z lodě Mayflower přistáli v zátoce Cape Cod

### 1630 až 1640

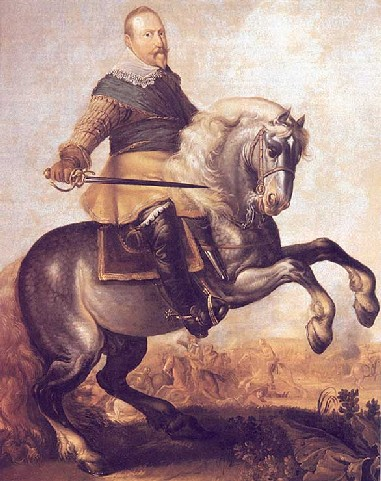
Švédský král Gustav II. Adolf v bitvě u Breitenfeldu

- 16. listopadu 1632 císařské vojsko vedené Albrechtem z Valdštejna porazilo švédské a saské síly v bitvě u Lützenu. V boji padl švédský král Gustav II. Adolf

### 1640 až 1650
- 1642–1651 proběhla Anglická občanská válka
- 16. květen 1643 francouzským králem se stává Ludvík XIV.
- 1644 čínskou dynastii Ming vystřídala Dynastie Čching
- 24. října 1648 Vestfálský mír ukončil třicetiletou a osmdesátiletou válku
- 1648–1653 povstání Frondy přerostlo ve Francii v občanskou válku
- 1648 hejtman Bohdan Chmelnický zahájil kozácké povstání

### 1650 až 1660
- 1651 Oliver Cromwell přijal zákony o plavbě známé jako Navigační akta
- 1652–1654 proběhla První anglo-nizozemská válka

### 1660 až 1670

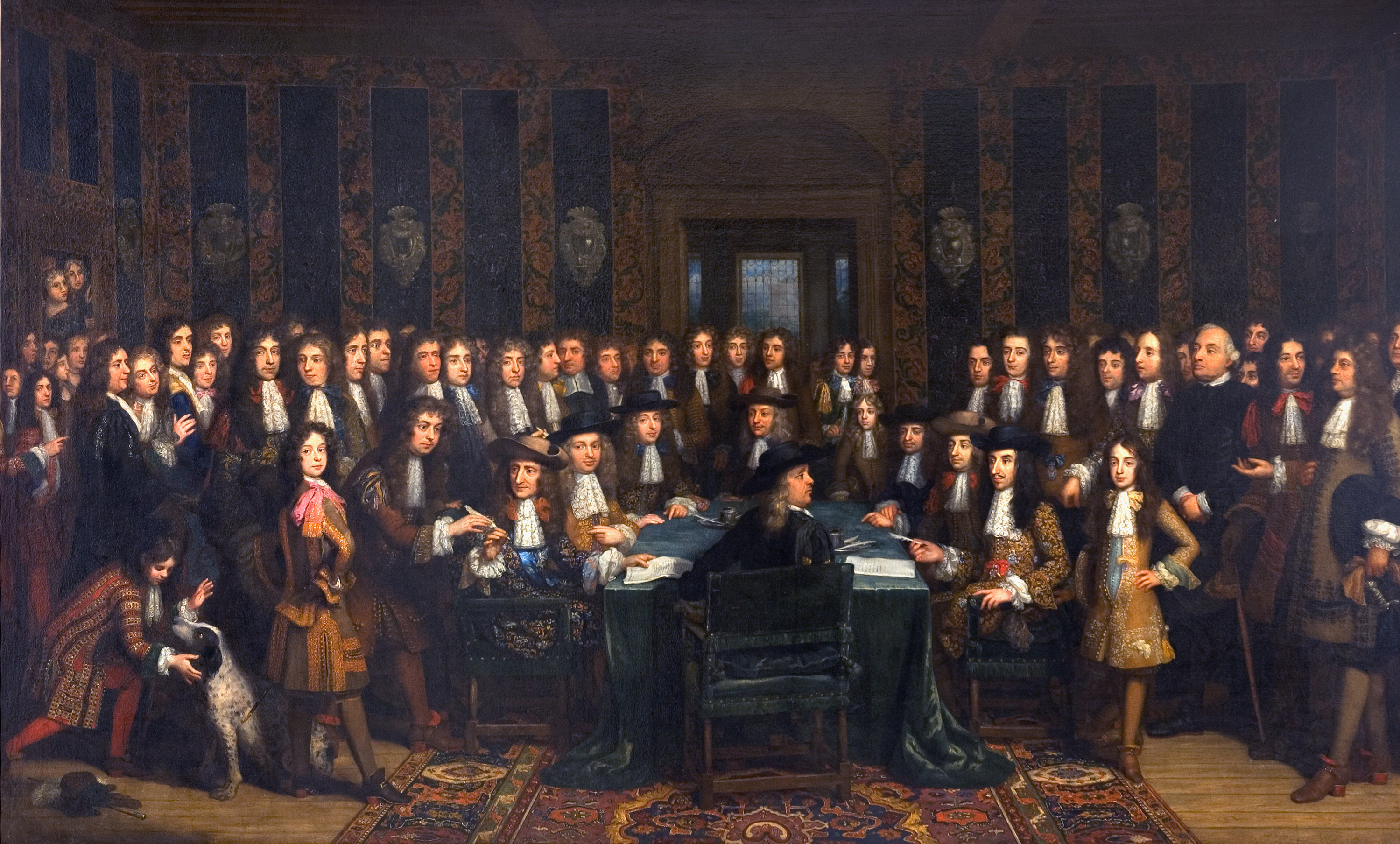
Nijmegenský mír

- 1663–1664 proběhla Rakousko-turecká válka
- 1666 v Londýně vypukl Velký požár

### 1670 až 1680
- 1674–1679 proběhla Skånská válka
- 1678–1679 uzavřen Nijmegenský mír

### 1680 až 1690

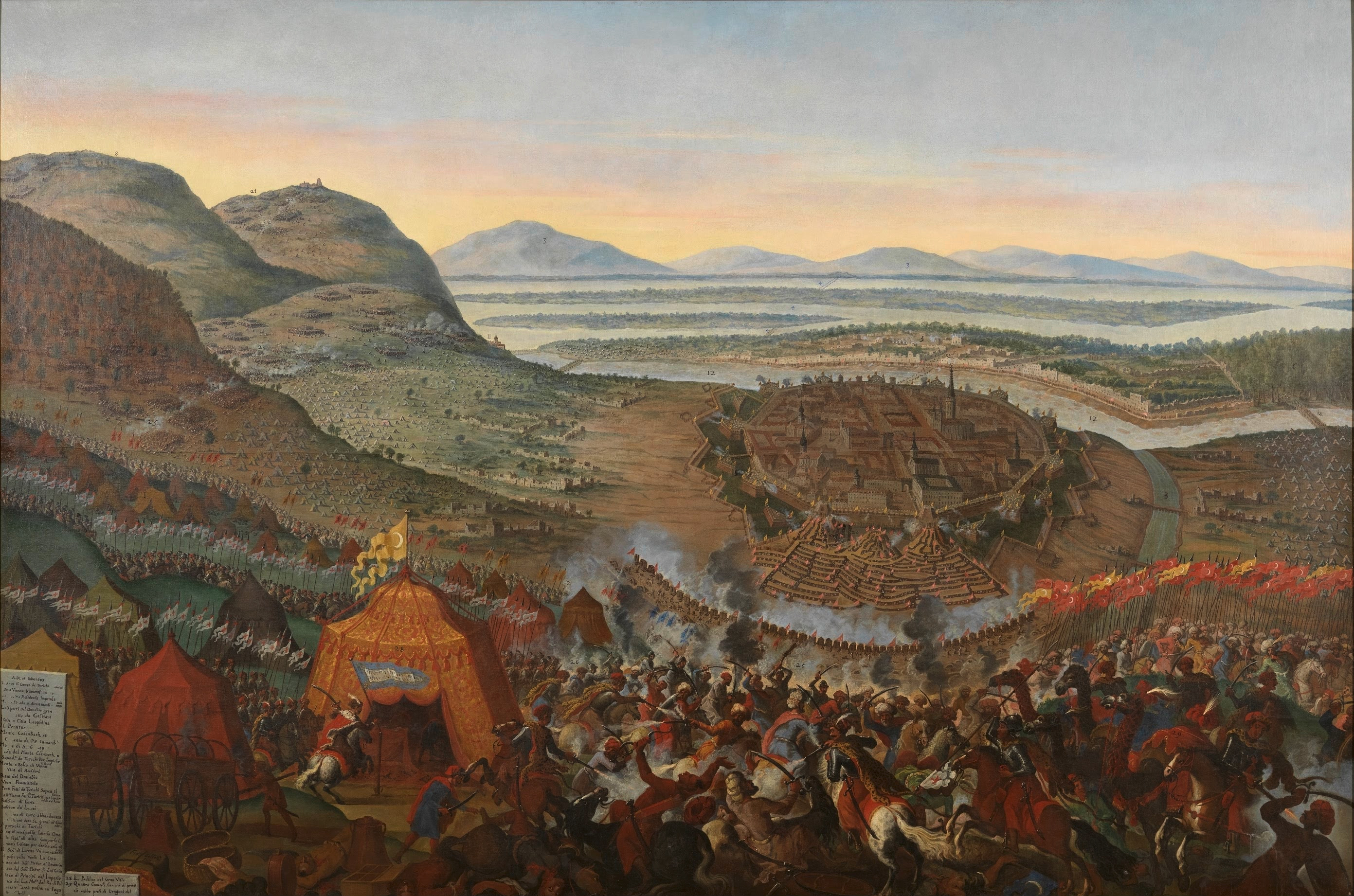
Turecké obléhání Vídně

- 1682 Robert de La Salle prozkoumal území kolem řeky Mississippi
- 1682 Ludvík XIV. přesunul svůj dvůr do Versailles
- 11.–12. září 1683 Turci poraženi v bitvě u Vídně
- 1688–1697 proběhla Devítiletá válka

### 1690 až 1700
- 26. ledna 1699 uzavřen Karlovický mír

## Osobnosti
V 17. století žily osobnosti jako španělský spisovatel Miguel de Cervantes y Saavedra (1547–1616), anglický básník William Shakespeare (1564–1616), český šlechtic, diplomat a cestovatel Kryštof Harant z Polžic a Bezdružic (1564–1621), italský filozof a astronom Galileo Galilei (1564–1642), slovenský lékař a filozof Ján Jesenský (1566–1621), německý astronom Johannes Kepler (1571–1630), český vojevůdce a politik Albrecht z Valdštejna (1583–1634), český filozof Jan Amos Komenský (1592–1670), francouzský filozof René Descartes (1596–1650), anglický politik Oliver Cromwell (1599–1658), nizozemský malíř Rembrandt (1606–1669), francouzský dramatik Molière (1622–1673), francouzský fyzik Blaise Pascal (1623–1662), anglický fyzik Isaac Newton (1643–1727), anglický spisovatel Daniel Defoe (1660–1731) a architekt Jan Blažej Santini-Aichel (1677–1723).